# Franz Antoni
Franz Maria Antoni (* 25. Mai 1902 in Fulda; † 1. Oktober 1961 in Bad Godesberg) war ein deutscher Ministerialbeamter.

## Leben und Tätigkeit
Franz Antoni war seit 1928 für die Landesversicherungsanstalt Hessen-Nassau als Landesrat und Verwaltungsdirektor und nahtlos ab 1945 für die Landesversicherungsanstalt des Landes Hessen tätig. 1955 wurde er Beamter im Bundesministerium für Arbeit und Sozialordnung in Bonn. Dort war Franz Antoni zunächst Referent im Generalsekretariat für die Sozialreform und hier 1955 an der Neugestaltung der Rentenformel beteiligt und wurde 1956 zum Ministerialdirigenten ernannt. 1957 übernahm er die Leitung der Unterabteilung IV b (Rentenversicherung und internationale Sozialversicherung). 1960 wurde er zum Leiter der Abteilung II (Arbeitsmarktfragen, Arbeitslosenversicherung, Kindergeld, Ziviler Ersatzdienst) ernannt. Im darauffolgenden Jahr erfolgte seine Beförderung zum Ministerialdirektor. Er starb aber wenig später am 1. Oktober 1961 im Alter von 59 Jahren.
Er war Mitglied der katholischen Studentenverbindungen KStV Thuringia Marburg, KStV Brisgovia Freiburg im Breisgau und KStV Flamberg Bonn im KV.